# Gyrocarpus hababensis
Gyrocarpus hababensis är en tvåhjärtbladig växtart som beskrevs av Emilio Chiovenda. Gyrocarpus hababensis ingår i släktet Gyrocarpus och familjen Hernandiaceae. Inga underarter finns listade i Catalogue of Life.